# 프레드 맥그리프
프레더릭 스탠리 맥그리프 (Frederick Stanley McGriff, 1963년 10월 31일 ~)는 미국의 야구 선수로 1986년부터 2004년을 통하여 6개의 팀들을 위하여 활약한 메이저 리그 베이스볼에서 1루수였다.  맥그리프 더 크라임 독 (McGriff the Crime Dog)이란 말장난으로 크라임 독 (Crime Dog)이라 별명이 붙은 그는 1990년대의 가장 지속적으로 생산적인 파워 히터들 중의 하나였다.  맥그리프는 1988년부터 2002년을 통하여 매년 80개 이상의 타점을 매겼고 홈런에서 아메리칸 리그 (1989년)와 내셔널 리그 (1992년) 양쪽을 이끄는 데 데드볼 시대 이래 첫 선수가 되었다.  5회의 올스타였던 그는 10개의 이닝에서 내셔널 리그가 이기면서 7 대 7의 동점을 기록했던 9번째 이닝의 말기에서 자신의 대타 홈런 후, 1994년 경연 대회에서 올스타전 MVP로 임명되었다.  맥그리프는 홈런에서 자신이 메이저 리그를 이끌었던 세월 동안 1989년부터 2004년을 통하여 매년 자신의 리그의 MVP 상으로 투표에서 톱 10에 끝냈다.
토론토 블루제이스와 샌디에이고 파드리스와 함께 자신의 경력의 첫 3분의 1을 보낸 후, 맥그리프는 장기적으로 디비전 챔피언 애틀랜타 브레이브스에서 주요 요소가 되어 미드 시즌 1993년 이적에서 팀에 가입한 후, 5연속을 위하여 90개 이상의 타점을 매기고 팀을 클리블랜드 인디언스에 1995년 월드 시리즈 타이틀로 이끄는 도움을 주었다.  50개의 경력 포스트시즌 경기들에서 맥그리프는 10개의 홈런과 37개의 타점과 함께 .303 점을 타구하였다.  그러고나서 그는 1998년 탬파베이 데블 레이스가 설립되었을 때 자신의 고향 팀에 가입하였고 자신의 첫 4개의 시즌들을 위하여 팀의 주요 파워 히터로 깨지기 전에 몇년간 지속된 다양한 프랜차이즈 기록들을 설립하였다.  그는 15번이나 20개 혹은 이상의 홈런을 쳐 5개의 다른 팀들과 함께 30개 홈런을 치고, 8번이나 100개의 득점을 기록하고 4번이나 .300 점을 타구하는 데 첫 선수가 되었다.
맥그리프의 493개의 경력 홈런은 그가 은퇴했을 때 왼손잡이 타자들 중에 메이저 리그 역사상 10위를 차지하였고, 500 홈런 클럽에 가입하는 것으로부터 그를 단 7명만 멀리 두었으며 1루수로서 그의 462개의 홈런은 4위를 차지하였다.  그는 또한 1,550개의 타점과 .509의 장타율과 함께 자신의 경력을 끝냈다.  역사상 가장 영속성 있는 1루수들 중의 하나인 그는 경력 경기에 1루 (2,239)에서 3위, 어시스트 (1,447)에서 9위와 병살 (1,447)에서 3위를 했다.  맥그리프는 현재 야구 운영 특별 보좌관으로서 브레이브스의 영업부에서 일한다.  2023년 맥그리프는 미국 야구 명예의 전당으로 헌액되었다.

## 초기 생애
플로리다주 탬파에서 태어났으며 그의 모친 일라이자는 교사이고 부친 얼은 전자제품 수리공이었다.  어린이로서 그는 신시내티 레즈의 봄 훈련 동안 앨 로페스 필드에서 놀았고 탬파 스타디움에서 판매원으로 일했다.
맥그리프는 2학년생으로서 제퍼슨 고등학교에서 야구 팀을 위하여 나갔으나 잘렸다.  그는 급성장을 겪은 후, 이어진 해에 팀으로 이루었다.  그는 알 파르도의 고등학교 팀의 동료였다.  그는 처음에 힐스보러 고등학교의 드와이트 구든을 보는 데 참석에서 스카우트들과 함께 구든에 장거리 홈런을 친 후, 프로 클럽들의 주의를 끌어들였다.  맥그리프는 조지아 불독스를 위하여 대학 야구를 하는 데 장학금 제안을 받아들였다.

## 프로 경력

### 드래프트와 마이너 리그 (1981년-1985년)
맥그리프는 1981년 아마추어 드래프트의 9번째 라운드에서 선발된 후 뉴욕 양키스와 계약을 맺었다.  그는 2만 달러의 계약 보너스를 받았다.  1982년 양키스는 데일 머리와 톰 도드를 위하여 맥그리프, 데이브 콜린스와 마이크 모건를 거래하였다.  이적은 이제 야구 역사상 가장 한쪽의 거래들 중의 하나로 숙고되었으며 2006년 롭 나이어는 맥그리프의 위상에 걸맞은 선수가 메이저 리그로 도달하기 전에 이적되었던 몇 안 되는 사례 중 하나였기 때문에 이적은 특히 비뚤어진 것처럼 보였다는 것을 썼다.
당시 이적은 맥그리프가 돈 매팅글리에 의하여 1루로부터 막아진 이래 양키스의 관점으로부터 어는 정도 의미가 있는 것 같았다.  그럼에 불구하고 양키스는 보답으로 충분한 것을 얻지 못했다.  머리는 양키스와 함께 3년의 세월에 3개의 경기만을 우승하고 1986년 야구로부터 나갔다.  도드는 시즌의 말기에 내보내졌고 볼티모어 오리올스와 한달 후부터 마이너 리그에서 자신의 경력의 나머지를 보냈다.  맥그리프가 정규적인 메이저 리그 선수가 되기 전에 야구 거장 테드 윌리엄스는 봄 훈련이 있던 동안 타구 연습 모임에서 그의 힘을 알아차렸다.  윌리엄스는 맥그리프의 방망이에 남겨진 공의 소리를 들은 후에 맥그리프에게 비겼다.
자신의 실력들을 향상시키는 데 맥그리프는 또한 1984년과 1987년 사이에 아수카레로스 델 에스테 (오늘날 토로스 델 에스테), 레오네스 델 에스코기도와 카이마네스 델 수르 (없어진 프랜차이즈)를 위하여 도미니카 공화국 야구 윈터 리그에서 3개의 시즌을 위하여 활약하기도 했다.  그는 1986년-1987년 시즌 동안 리그에서 골든 글로브 상을 수상하고 1984년-1985년 캠페인에서 리그의 포스트 시즌으로 갔다.

### 토론토 블루제이스 (1986년-1990년)
1986년 5월 17일 맥그리프는 1루에서 2개의 이닝을 활약하고 다음날 지명 타자로서 자신의 첫 경력 경기를 시작하였다.  그는 자신의 첫 경력 안타를 위하여 좌익수 방면 직선타를 쳤던 동안 돈 슐제를 상대로 두번째 이닝의 말기에서 자신의 첫 타수를 쳤다.  맥그리프는 그 시즌에 딱 하나 더의 메이저 리그 베이스볼 경기에서 활약하였다.
맥그리프는 1987년 전임적으로 메이저 리그에 도달하고 다음해 34개의 홈런을 쳐 30개 이상을 치면서 7연속 시즌의 자신의 첫 홈런이었다.  그는 1989년 아메리칸 리그에서 최고의 파워 히터로서 나타나 스카이 돔에서 친 첫 홈런을 포함하여 36개의 홈런과 함께 리그를 이끌어 블루제이스가 아메리칸 리그 동부 디비전 타이틀을 우승하는 도움을 주었다.  그의 파워 수치는 맥그리프가 .300 점을 타구하고 일관된 생산자로서 자신을 설립하면서 1990년에 꾸준히 유지되었다.

### 샌디에이고 파드리스 (1990년-1993년)
1990년 12월 5일 블루제이스는 로베르토 알로마와 조 카터를 위한 교환에서 맥그리프와 토니 페르난데스를 샌디에이고 파드리스로 이적시켰다.
1991년 맥그리프는 파드리스를 위하여 .278/.396/.474 점을 쳤다.  이어진 해에 그는 자신의 첫 올스타전 출연을 이루어 아메리칸 리그에서 똑같은 업적을 달성한지 3년 후에 1992년 홈런에서 내셔널 리그를 이끌었다.

### 애틀랜타 브레이브스 (1993년-1997년)
1993년 7월 18일 경쟁에서 밀려나고 고가의 베테랑 선수들을 내쫓으려고 했던 파드리스는 가망한 빈스 무어, 도니 엘리엇과 멜빈 니에베스를 위하여 맥그리프를 애틀랜타 브레이브스로 거래하였다.  처음에 고생하는 시드 브림을 대체하고 공격적인 불꽃을 제공하는 데 자신을 얻은 브레이브스와 함께 맥그리프는 자신의 첫 경기에서 홈런을 치고 3연속 시즌을 위하여 내셔널 리그 서부에서 1위를 주장하고 샌프란시스코 자이언츠를 추월하는 데 브레이브스의 51 대 19의 마무리에서 주요 선수였다.  그는 경력 사상 37개의 홈런과 내셔널 리그 MVP 투표에서 4위와 함께 끝냈다.
파업으로 짧아진 1994년 시즌에 맥그리프는 활약이 그해 8월에 끝났을 때 .318 점을 타구하고 34개의 홈런을 가지고 있었다.  그는 9번째 이닝의 말기에서 내셔널 리그가 7 대 5로 뒤진 후, 내셔널 리그를 위하여 경기의 동점을 매딘 홈런을 친 후 그해 올스타전 MVP 상을 수상하였다.  맥그리프는 1994년 홈런 더비에서 켄 그리피 주니어에 밀려 2위를 했다.
1995년 브레이브스와 남아있던 맥그리프는 지속적으로 성공적인 클린업 타자가 되었다.  그는 자신의 단 하나의 월드 시리즈 우승 링으로 향하는 길에 1995년 월드 시리즈에서 2개의 홈런을 쳤다.
1995년 시즌 후에 자유 계약 선수인 맥그리프는 브레이브스와 4년 가치의 2천만 달러 계약을 맺었다.  1996년 자신의 또다른 월드 시리즈 출연으로 향하는 길에 경력 사상 107개의 타점과 함께 .295/.365/.494 점을 쳤다.  1997년 시즌에서 맥그리프는 22개의 홈런을 쳤다.  브레이브스의 일원으로서 맥그리프를 위하여 마지막 중요한 사건이었던 1997년 내셔널 리그 챔피언십 시리즈가 열린 동안 그는 리반 에르난데스에 의하여 던져진 투구에 심판 에릭 그레그에 의하여 스트라이크들로 판정되었다.  팀은 시즌 후에 확장하는 탬파베이 데블 레이스에 의하여 데려가도록 허락하였다.

### 탬파베이 데블 레이스 (1998년-2001년)
브레이브스는 시즌 후에 1997년 확장 드래프트에서 맥그리프를 보호하지 않았고 그는 선발되지 않았다.  브레이브스는 드래프트 추후 지명 선수를 위하여 확장하는 탬파베이 데블 레이스로 맥그리프를 이적시켰다.
맥그리프는 데블 레이스와 함께 자신의 첫 시즌에 19번째 홈런과 함께 .278 점을 타구하였다.  그의 수치는 그가 이어진 시즌에 32개의 홈런과 함게 .310 점을 쳤을 때 1999년 소수의 부흥을 경험하였다.

### 시카고 컵스 (2001년-2002년)
2000년 또다른 완고한 시즌 후에 맥그리프는 2001년 잘 시작하여 이적 마감일 근처에 다투는 시카고 컵스에 의하여 심하게 추적당했다.  그는 그해 7월 27일 마니 아이바르와 이후에 임명될 선수를 위하여 컵스로 거래되는 데 자신을 허용하는 거래 금지 조항을 포기하였다.  그는 컵스와 함께 49개의 경기들에서 12개의 홈런과 함께 .282 점을 쳤으나 팀은 포스트 시즌에 도달하지 않았다.

### 로스앤젤레스 다저스 (2003년)
맥그리프는 2003년 시즌을 위하여 로스앤젤레스 다저스와 1년 계약을 맺게 한 강한 2002년 캠페인이 있던 동안 30개의 홈런을 가졌다.  자신의 경력을 위하여 500개의 홈런에 22개가 모자랐던 40세의 맥그리프는 .249의 타구 평균과 함께 자신의 13개 만을 치고 장애자 명단에 특별한 시간의 양을 보냈다.

### 데블 레이스로 복귀 (2004년)
2004년 봄 훈련이 있던 동안 데블 레이스는 맥그리프를 재계약했다.  그는 .181의 평균과 함께 끝내고 5월 말기부터 7월 중순까지 자신의 산재하는 활약에 2개 만의 홈런을 쳤다.  그해 7월 28일 데블 레이스는 500개 홈런에 7개가 모자랐던 맥그리프를 내보냈다.
데블 레이스로부터 나온지 3일 후에 맥그리프는 양키스와 노력했으나 팀은 최후적으로 그를 계약하지 않았다.  맥그리프는 자신이 아무 팀들로부터 자신의 서비스를 요청하는 아무런 전화를 받지 않았을 때 2005년 봄 훈련이 있던 동안 공식적으로 자신의 은퇴를 선언하였다.

## 선수 이후의 경력
2007년 1월 맥그리프는 특별 조언자로서 데블 레이스에 가입하였다.  그는 팀과 함께 2010년까지 머물었다.  맥그리프는 2015년 야구 운영부로 특별 보좌관으로서 브레이브스에 가입하여 그들의 마이너 리그 선수들과 일하였다.

## 유산

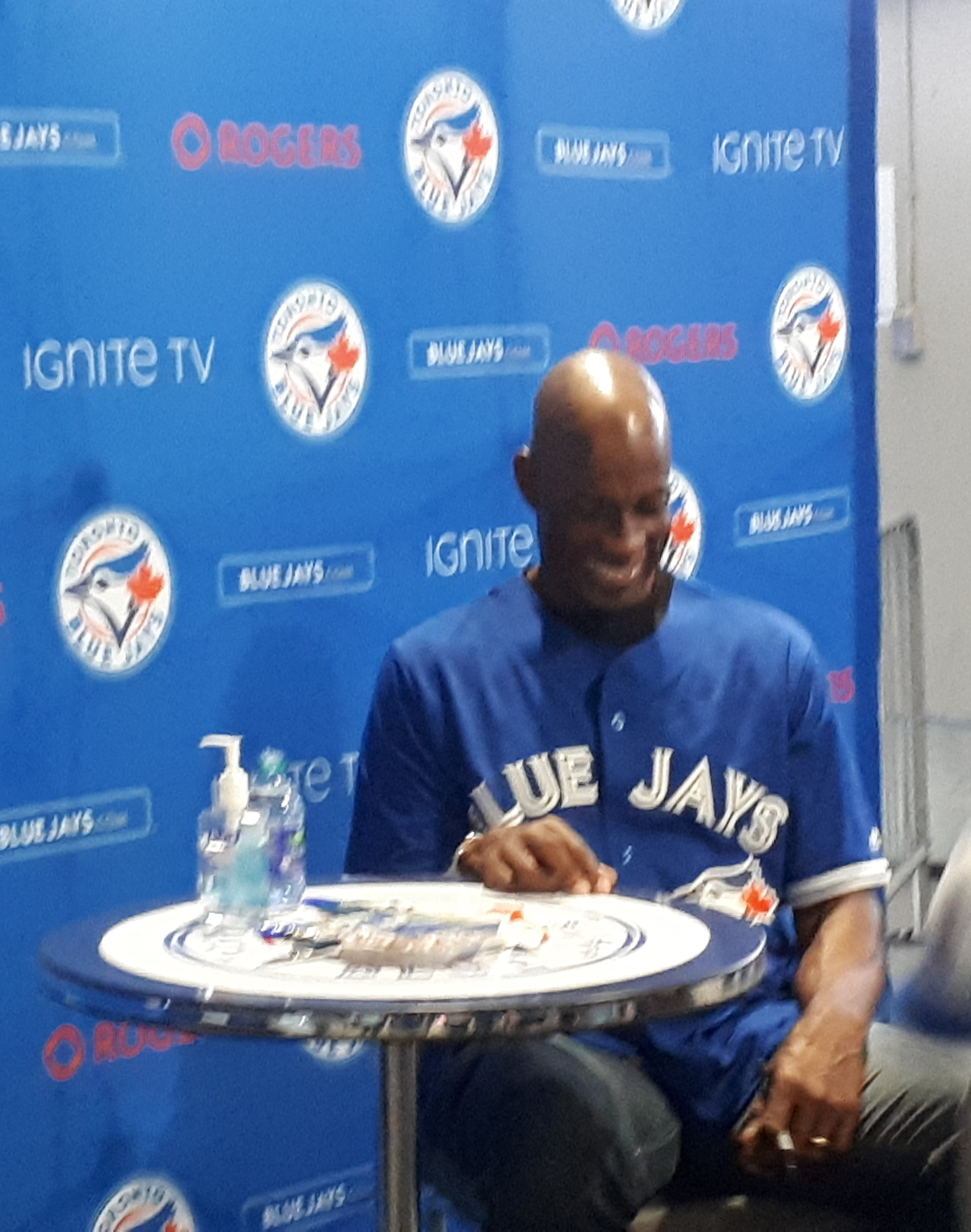
2019년 로저스 센터에서

맥그리프는 최소한 30개의 홈런에 10개의 시즌과 함께 자신의 경력을 끝냈다.  그와 게리 셰필드는 맥그리프가 블루제이스와 함께 3번, 파드리스와 함께 2번, 그리고 브레이브스, 데블 레이스와 컵스와 함께 각각 1번과 함께 성취를 달성하면서 5개의 다른 팀들을 위하여 한 시즌에 최소한 30개의 홈런을 치는 데 여태까지 단 둘의 선수들이다.  그는 1989년부터 1994년까지 쳤던 홈런의 총수에서 메이저 리그 베이스볼을 이끌었고 1988년부터 1997년까지 10년의 세월에 배리 본즈와 마크 맥과이어에 이어 3번째로 가장 많은 홈런을 쳤다.  이후의 시기 동안 그는 6명의 명예의 전당 헌액자들과 본즈에 밀려 fWAR 통계량에 메이저 리그에서 8위였다.
2019년으로 봐서 맥그리프는 최소한 490개의 홈런에 더불어 경력 .280의 타구 평균, .375의 출루율과 .500의 장타율을 기록하는 데 16명 만의 선수들 중의 하나로 섰다.
그는 2010년 미국 야구 명예의 전당으로 선거를 위하여 자격을 갖추게 되었다.  자신의 첫 자격의 해에 그는 미국야구기자협회의 10년 회원들에 의한 비밀 투표 용지의 21.5 퍼센트에 임명되었고 이것은  헌액을 위한 75 퍼센트의 요구 사항에 미치지 못했으나 훗날의 미국야구기자협회 비밀 투표들에 지속적인 자격을 위하여 5.0 퍼센트의 임계값을 넘었다.  다음 4개의 선거들에 맥그리프의 투표율은 2012년에 23.9 퍼센트 (137 표)의 최고점에서 2014년 11.7 퍼센트 (67 표)의 최저로 범위에 있었다.  비밀 투표에 자신의 시간이 10개의 비성공적 출연들 후에 만기되었을 때 그는 2019년을 통하여 자격이 있는 것으로 남아있었다.  자신의 첫 비밀 투표에 맥그리프는 39.8 퍼센트의 여태까지 자신의 최고 투표 총수를 성취하였으며 아직도 필요했던 75 퍼센트에 못 미쳤다.
2022년 12월 4일 맥그리프가 미국 야구 명예의 전당으로 베테랑 위원회에 의하여 만장 일치로 선출되었다는 것이 공고되었다.  맥그리프와 스콧 롤렌은 2023년 7월 23일 정식으로 명예의 전당으로 헌액되었다.
야구 명예의 전당으로 자신이 입성한 것엗 대해 기자 회견이 있던 동안 맥그리프는 1986년 블루제이스와 자신의 메이저 리그 데뷔 바로 전과 후에 겨울 야구를 활약하러 도미니카 공화국에 갔던 것을 강조하였다.  "난 추가 타석을 확보하는 기회를 얻었기 때문에 여태까지 최고의 일이었다.  그 겨울 리그에서 그들은 모든 것을 매우 심각하게 택하였습니다.  그리고 당신들은 위대한 투수들 호세 리호, 마리오 소토를 향하고 있었습니다."고 그는 말했다.  그는 거기서 활약하는 데 자신들의 경력을 시작하고 있는 선수들에게 용기를 주러 갔다.

## 개인 생활
1988년 맥그리프는 베로니카와 결혼하여 부부는 2명의 자녀를 키웠다.  1990년대 중반부터 2019년에 팔렸을 때까지 맥그리프는 탬파에 있는 맞춤형 주택에 살았다.
1999년 맥그리프의 부친 얼이 암으로 사망하고 2017년 모친이 사망하였다.
1991년 맥그리프는 톰 에만스키의 야구 기본 훈련 비디오들을 위한 광고들에 나왔다.  광고들은 ESPN에 10년간 운영되어 자신들을 텔레비전에 장기적으로 운영된 스포츠 인포머셜로 만들었다.